# Microsynodontis batesii
Microsynodontis batesii är en fiskart som beskrevs av Boulenger, 1903. Microsynodontis batesii ingår i släktet Microsynodontis och familjen Mochokidae. IUCN kategoriserar arten globalt som livskraftig. Inga underarter finns listade i Catalogue of Life.